# Tillandsia teres
Tillandsia teres är en gräsväxtart som beskrevs av Lyman Bradford Smith. Tillandsia teres ingår i släktet Tillandsia och familjen Bromeliaceae. Inga underarter finns listade i Catalogue of Life.

## Bildgalleri

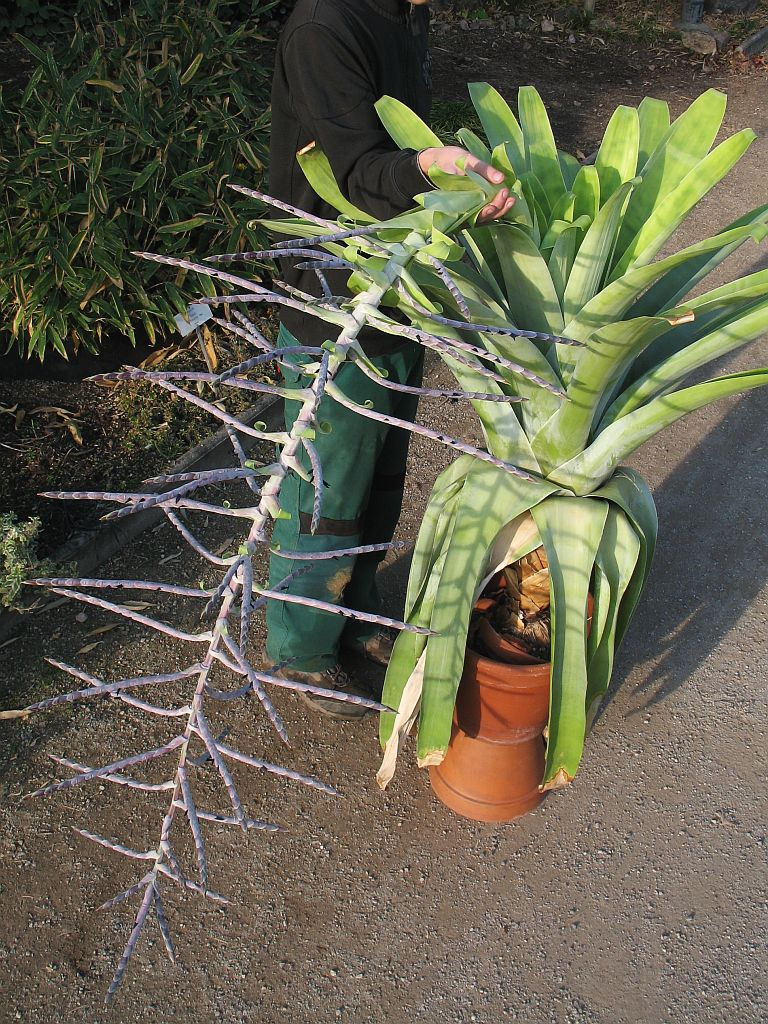
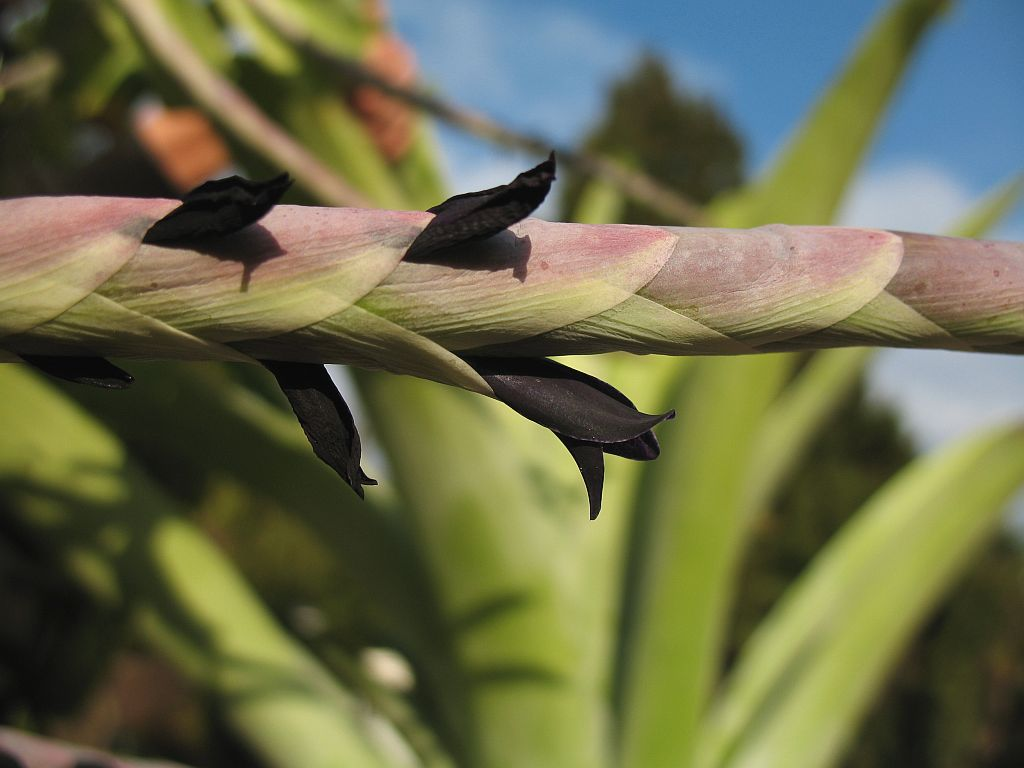
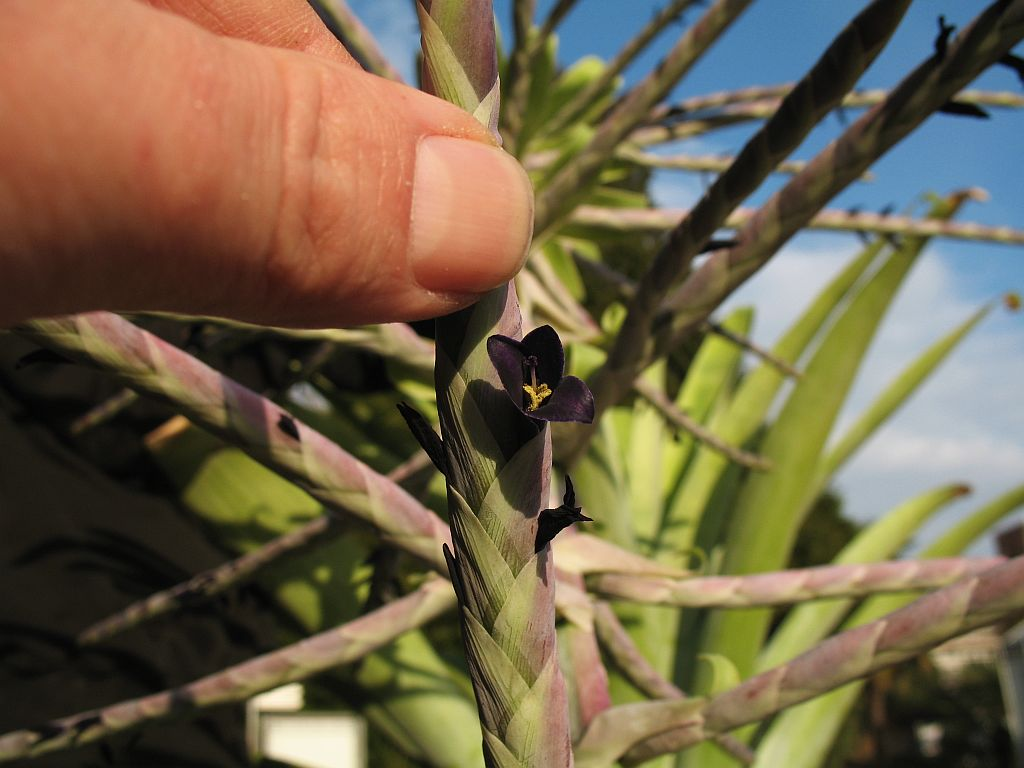
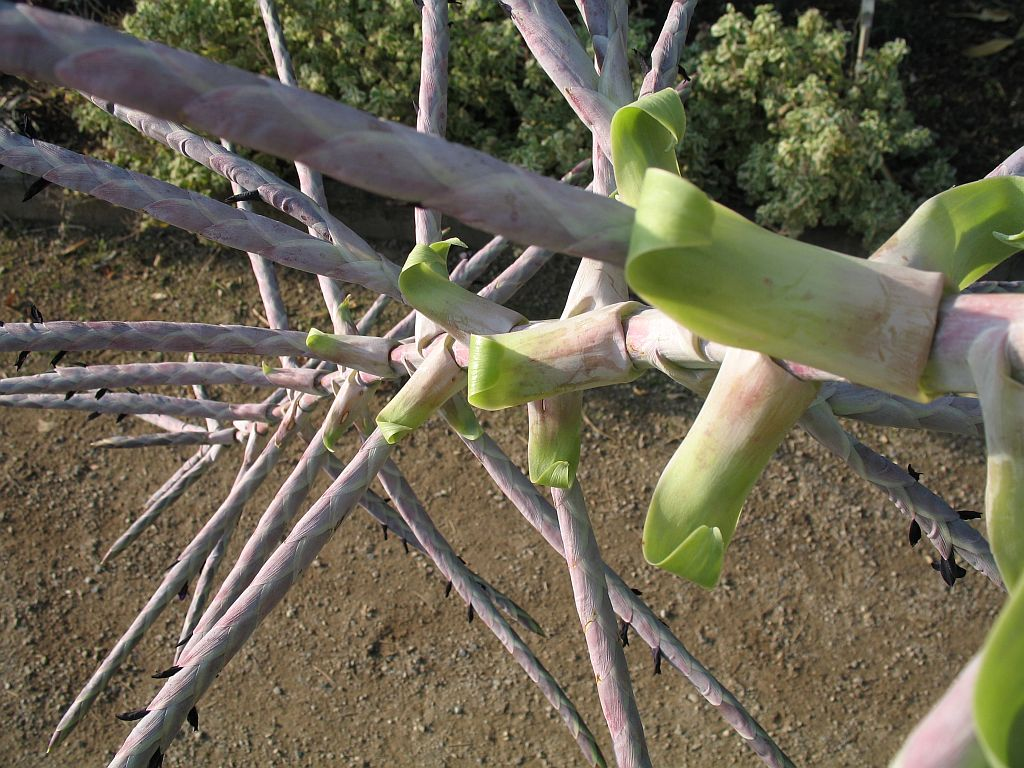